# فؤاد التكرلي
فؤاد التكرلي (22 أغسطس 1927م - 11 فبراير 2008م)، روائي عراقي استطاع أن يؤلف روايات قليلة، إلا أن مساحة تأثيرها كانت أكبر لكونها نموذج للروايات الكلاسيكية الحديثة ببنائها. وهو روائي عراقي أسهم في تطور الثقافة العربية وأثرى المكتبة العربية بالكثير من قصصه الأدبية.
ولد التكرلي في بغداد عام 1927م، ودرس في مدارسها، وتخرج من كلية الحقوق عام 1949م، ثم عمل ككاتب تحقيق وبعدها محاميا، ثم قاضيا، وتولى عدة مناصب في الدولة ومنها في القضاء العراقي حيث تم تعيينه قاضيا في محكمة بداءة بغداد عام 1964، وبعدها سافر إلى فرنسا ثم عاد ليُعيّن خبيرا قانونيا في وزارة العدل العراقية. وعاش في تونس لسنوات بعد تقاعده، وعمل في سفارة العراق بعد حرب الخليج عام 1991م، وألّف القصص بأسلوب إبداعي متميز.
ينتمي التكرلي إلى عائلة ذات حظوة دينية ومكانة اجتماعيّة متميزة، ترجع بنسبها إلى عبد القادر الجيلاني، وإذا كانت هذه العائلة، بتفرّعاتها المختلفة قد تمتّعت بمباهج السلطة في بداية الحكم الملكي في العراق، فإنّها سرعان ما تخلّت عن الدور الذي أنيط بها موقتاً لجيل جديد من السياسيّين نشؤوا تحت الراية العثمانية وتعلّموا صرامة عسكرها، لكنّهم تعلموا أيضاً من الاحتلال البريطاني بعض عناصر الحداثة الأوروبية. وقد أدى ذلك إلى فترة انفراج نسبي اجتماعيّاً أسهمت في إظهار ذلك الجيل الذي لا يتكرّر من المبدعين أو ساعدته على إنضاج تجاربه.
نشر التكرلي أولى قصصه القصيرة في عام 1951م في مجلة الأديب اللبنانية، ولم ينقطع عن نشر قصصه في الصحف والمجلات العراقية والعربية، كما صدرت له في تونس عام 1991م مجموعة قصصية بعنوان (موعد النار). وفي عام 1995م صدرت له رواية (خاتم الرمل). وكتب روايته الأخيرة (اللاسؤال واللاجواب) عام 2007م. كانت له أيضا مؤلفات أخرى مثل خزين اللامرئيات والرجع البعيد التي أسست لخطاب روائي متميز وأرخت لحقبة تاريخية مهمة في الحياة العراقية وكانت مفعمة بالروح والأعراف الشعبية ونكهة كل وجبة وبهاء كل طقس اجتماعي لأهل بغداد العجيبين.

## الحياة المُبكّرة والتعليم
وُلد فؤاد التكرلي في بغداد عام 1927. في المدرسة أصبح صديقًا لعبد الوهاب البياتي. تخرَّج من جامعة بغداد وتحديدًا من كلية الحقوق في عام 1949. عمل في وزارة العدل العراقية لمدة 35 عامًا، إلى أن أصبح قاضيًا في عام 1956 قبل أن يُصبح لاحقًا رئيسًا لمحكمة استئناف مدينة بغداد. أثناء توليه هذا المنصب، اكتسب سمعة مرموقة فيما يتعلق بالعدالة.

## المسيرة المهنيّة
انتقل التكرلي إلى باريس عام 1964 لمتابعة دراساته العليا في القانون. عاد لاحقًا إلى فرنسا لفترة وجيزة خلال الثمانينيات. تقاعد من القانون عام 1983 لتكريس المزيد من الوقت لكتابة الروايات.
نشر أول أعماله الروائيّة في عام 1980، حينما صور المعاناة والتجارب التي يعاني منها أربعة أجيال من عائلة بغداديّة تحت حكم عدة أنظمة مرَّت على الحكومة العراقية القمعية في السنوات التي تلت سقوط النظام الملكي العراقي، بما في ذلك نظام صدام حسين. كانت رواية التكرلي واحدة من الأعمال القلائل التي انتقدت الحكومة العراقية علانية دون تداعيات. لم يكن للتكرلي انتماء سياسي ولم يكن مرتبطًا بحزب البعث العربي الاشتراكي أو بنظام صدام حسين.
انتقل التكرلي إلى تونس عام 1990 بعد وفاة زوجته. وفي وقت لاحق تزوج من الروائية التونسية رشيدة تركي.
منحت حكومة دولة الإمارات العربية المتحدة التكرلي جائزة العويس للروايات العربية وآدابها عام 2000.

## الموت
تُوفيَّ فؤاد التكرلي بسرطان البنكرياس في مستشفى في عمان، الأردن في 11 فبراير/شباط 2008، عن عمر يناهز الثمانين عامًا. كان هو وعائلته يعيشون في الأردن منذ ثلاث سنوات هربًا من العنف الذي اجتاح العراق في أعقاب حرب العراق عام 2003. نجا هو وزوجته وابنهما وثلاث بنات من زواجه السابق. أشاد الرئيس العراقي جلال طالباني بالتكرلي «كمؤلف وقاضي ومستشار رئيس بعد النظام المستبد [يقصدُ هنا نظام صدام حسين] الذي أُطيح به».

## أعماله الأدبية

### قصص
- موعد النار (1991)[23]
- خزين اللامرئيات (2004)[24]

### روايات
- الوجه الآخر (1960)[25]
- الرجع البعيد (1980)[26]
- الصخرة (1986)
- خاتم الرمل (1995)[27]
- المسرات والأوجاع (1998)
- بصقة في وجه الحياة (2000)[28]
- اللاسؤال واللاجواب (2007)
- حديث الأشجار (2007)

## وفاته
توفي فؤاد التكرلي عام 2008م، في الأردن بعد أن عانى كثيرا من مرض السرطان.